# Kerstin Casparij
Kerstin Yasmin Casparij, née le 19 août 2000 à Alphen-sur-le-Rhin, est une footballeuse internationale néerlandaise qui joue comme défenseure ou milieu de terrain pour Manchester City en FA WSL.
Elle évolue également avec l'équipe nationale des Pays-Bas depuis 2021.

## Biographie

### Carrière en club
Casparij fait ses débuts officiels en 2015 avec le SC Heerenveen. En 2017, elle signe pour le VV Alkmaar, où elle prend le numéro 10. Après un an dans ce club, la joueuse revient SC Heerenveen pour y passer deux autres saisons, avant d'arriver au FC Twente, où elle remporte deux fois le  championnat néerlandais. 
À l'été 2022, Manchester City recrute Casparij  afin de remplacer la partante Lucy Bronze. Elle y est remarquée pour ses performances lors de sa première saison.

### Carrière internationale
Kerstin Casparij prend part aux sélections jeunes des Pays-Bas dès les moins de 15 ans jusqu'à les espoirs (U-23). Le 22 octobre 2021, elle entre en tant que replaçante de Daniëlle van de Donk contre Chypre (victoire 8-0), ce qui lui vaut une première cape internationale. Elle dispute ensuite trois rencontres lors du Championnat d'Europe féminin de football 2022.
En 2023, elle figure parmi les 23 joueuses prenant part à la Coupe du monde pour les Pays-Bas.

## Palmarès

### En club
FC Twente
- Championnat des Pays-Bas féminin : 2020-2021 et 2021-2022.
- Eredivisie Cup : 2022.